# Sebastian Haas (Künstler, 1992)
Sebastian Haas (* 1992 in Bern) ist ein Schweizer Künstler, der in Bern lebt und arbeitet. Seine künstlerische Praxis verbindet die Technik der Hinterglasmalerei, bei der er die Rückseite von Glasscheiben bemalt, mit Skulpturen, die in den Raum übergehen. Seine Werke thematisieren Introspektion, Digitalität sowie Fragen nach Identität und Rezeption.

## Werdegang
Sebastian Haas schloss 2018 sein Bachelorstudium an der Hochschule Luzern – Design & Kunst (HSLU) mit Auszeichnung ab. Er erhielt einen Förderpreis der Stiftung BEWE, Basel. 2021 vollendete er an derselben Hochschule seinen Master of Arts in Fine Arts. Er wurde im gleichen Jahr mit dem Max von Moos-Förderpreis, Luzern, ausgezeichnet.

## Werk
Im Zentrum der künstlerischen Praxis von Haas steht die Hinterglasmalerei, die er mit Glasskulpturen und 3D-Drucktechniken erweitert. Mit Öl und Sprühlack bemalt Haas die Rückseite von Glasflächen, die er durch Verformungs- und Brennprozesse transformiert. So entstehen spiegelnde Oberflächen, die bühnenartige Räume schaffen, in denen architektonische und abstrakte Elemente aufeinandertreffen und Fragen nach Wahrnehmung und Identität aufwerfen.
Die Arbeiten von Haas thematisieren die Schnittstellen zwischen realen und digitalen Welten. Die glänzenden Glasflächen erinnern an technische Bildschirme und symbolisieren die Verschmelzung von virtuellen und physischen Räumen. Dabei reflektieren sie zentrale Themen wie die Auswirkungen der digitalen Kultur auf Selbstwahrnehmung, soziale Beziehungen und Machtstrukturen. Haas nutzt in seinen Arbeiten das Wechselspiel von Transparenz und Opazität, um gesellschaftliche Unsicherheiten und Instabilitäten sichtbar zu machen. Seine bühnenartigen Räume laden den Betrachter ein, über die sich verändernden Grenzen von Privatheit und Öffentlichkeit sowie über die Dynamik zwischen Individuum und Gemeinschaft nachzudenken.
Die Arbeiten von Haas wurden unter anderem in der Kunsthalle Bern, im Kunstmuseum Luzern, im Kunstmuseum Thun und im Vitromusée Romont gezeigt. Sie schaffen einen konzeptuellen Raum, der Reflexionen über Identität, Raum und die Auswirkungen der digitalen Welt ermöglicht.

## Sammlungen
Haas’ Werke sind in mehreren öffentlichen Kunstsammlungen vertreten, darunter das Vitromusée Romont, die Sammlung des Kantons Bern, die Sammlung Helvetia der Helvetia Versicherungen, Chenot Palace und Clinique la Prairie.

## Auszeichnungen und Stipendien
- 2018: BEWE Stiftung, Basel
- 2019: Lions Club Zentralschweiz, Zug
- 2021: Max von Moos Stiftung, Luzern
- 2021: Continuer, Kanton Bern
- 2021: Chapeau, Hochschule Luzern – Design & Kunst, Luzern
- 2023: C. & A. Kupper Stiftung, Zürich
- 2023: Projektbeitrag, Burgergemeinde Bern
- 2023: Projektbeitrag, Kanton Bern

## Ausstellungen

### Einzelausstellungen (Auswahl)
- 2018: Kunst18, Förderkoje BEWE Stiftung, Zürich
- 2019: Raumung, Sattelkammer, Bern
- 2020: Plangent, Kali Gallery, Luzern
- 2022: Blocks, Galerie Tracanelli, Grenoble
- 2024: (Im)permanence, Vitromusée Romont, Romont
- 2024: Braids: Time and Traces, Gepäckausgabe, Glarus

## Gemeinschaftsausstellungen (Auswahl)
- 2018: Jungkunst, Halle 53, Winterthur
- 2018: OneHundred, Tony Wuethrich Galerie, Basel
- 2019: Biennale Mulhouse 019, Parc des Expositions, Mulhouse
- 2019: Hohoho, Kali Gallery, Luzern
- 2020: Cantonale Berne Jura, EAC Les Halles, Porrentruy
- 2020: Sentimental, Chez les Artistes, Basel
- 2020: Rea Fair, Fabbrica del Vapore, Mailand
- 2021: Zentral! Kunstmuseum Luzern, Luzern
- 2021: Dreimaldreimaldrei, Kunsthalle Luzern, Luzern
- 2021: Positions Berlin Art Fair, mit Kali Gallery, Berlin
- 2021: Nothing’s gonna change my world? Gr_und, Berlin
- 2021: Liminoid, Netzwerk Neubad, Luzern
- 2022: Dessin, Kunsthalle Luzern, Luzern
- 2022: Un disegno sul vetro appannato, Galleria Daniele Agostini, Lugano
- 2022: Beyond the Anthropocene, CLP, Montreux/Madrid
- 2023: Cantonale Berne Jura, Kunsthalle Bern, Bern
- 2023: AC-Stipendium, Kunstmuseum Thun, Thun
- 2023: Text-ure, Czong Institute for Contemporary Art, Gimpo-si
- 2024: AC-Stipendium, Kunsthalle Bern, Bern
- 2024: Preview, La Chambre Bleue, Grenoble
- 2024: Werte im Wandel II, Kunsthaus Interlaken, Interlaken
- 2025: Vanitas, Kunsthalle Luzern, Luzern